# 시적 허용
시적 허용(詩的許容) 또는 극적 허용은 문학에서 문법상 틀린 표현이라도 시적인 효과, 예술적 효과를 위하여 허용하는 것을 말한다. 
[예] 띄어쓰기나 맞춤법에 어긋나는 표현, 비문법적인 문장 등이 있다.

## 역사
이러한 허용은 또한 시인이 시적 효과를 위한 문법의 사소한 요구 사항 중 일부를 무시하는 것과 같이 더 작은 왜곡을 적용하는 예술가의 능력을 나타낼 수 있다. 예를 들어 셰익스피어의 율리우스 카이사르에 나오는 마크 안토니(Mark Antony)의 "Friends, Romans, Countrymen, tell me your ears"는 기술적으로 "countrymen" 앞에 "and"라는 단어가 필요하지만 접속사 "and"는 약강 오보격(Iambic pentameter)의 리듬을 유지하기 위해 생략된다.